# Rozryw

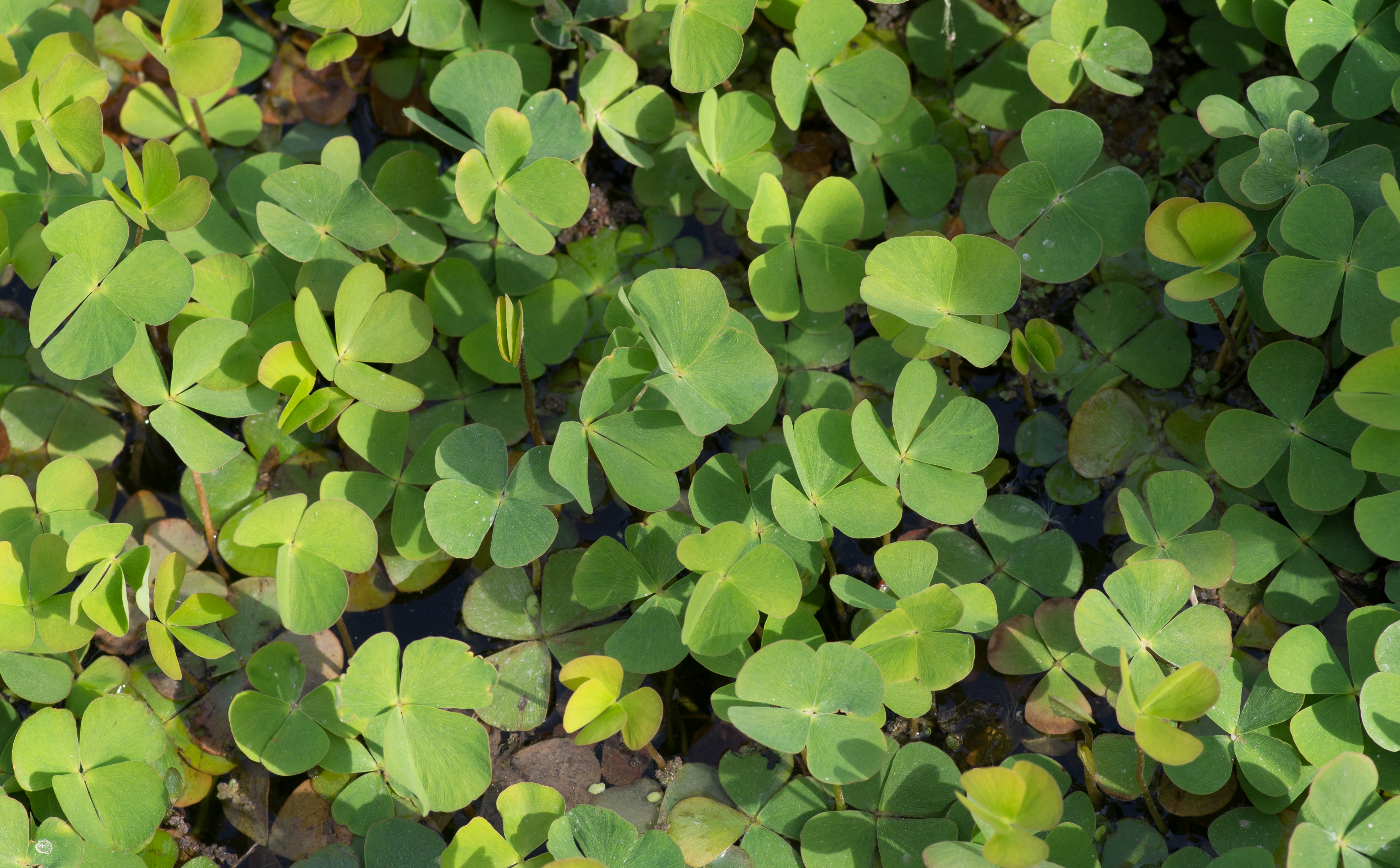
Razkownicze jest bułgarską nazwą dla prawdziwej rośliny – marsylii czterolistnej, która dzieli niektóre cechy z legendarnym rozrywem.

Rozryw (rozryw-trawa, rozryw-ziele), albo złodziejska trawa (serbski i macedoński: расковник, bułgarski: разковниче, wymawiane [rɐsˈkɔvnitʃɛ], rosyjski: разрыв-трава, polski: rozryw) – w słowiańskim folklorze magiczna roślina. Według tradycji rozryw ma magiczne właściwości, otwierające i odkrywające zamknięte i zablokowane rzeczy. Jednak legendy twierdzą, że jest bardzo trudny do rozpoznania, a w niektórych wersjach są w stanie go znaleźć tylko niektóre chtoniczne zwierzęta.

## Nazwa
Rozryw ma wiele alternatywnych nazw wśród Południowych Słowian, różniących się znacznie od regionu. Choć razkownicze i raskovnik to zwyczajowe nazwy w języku bułgarskim i serbskim, a temat słowotwórczy zachował się również w dialekcie leskovackim jako raskov, w niektórych częściach Macedonii rozryw jest znany jako ež trava („trawa jeża”). W okolicach Baru (południowo-wschodnia Czarnogóra) mówi się Demir-bozan (w tureckim  „łamacz żelaza”). W Syrmii roślina nazywa się špirgasta trava, w Slawonii jest znana jako zemaljski ključ („klucz ziemi”), w słoweńskiej dolinie rzeki Savinja jako mavričin koren („tęczowy korzeń”).

## Opis i właściwości
Tradycyjnie uważa się, że niewiele osób mogło rozpoznać rozryw. Jednak w bułgarskich źródłach jest on czasem określany jako trawa przypominająca czterolistną koniczynę. Rośnie na łąkach i może być zbierany zarówno, gdy jest zielony i kwitnący, jak też jako siano, gdy jest już suchy. Chociaż nie jest rzadki ani nie wyrasta tylko w odległych miejscach, to nie może być rozpoznany przez niewtajemniczonych. Jak mówi językoznawca serbski i folklorysta Vuk Stefanovic Karadžić, „To jest jakaś (być może zmyślona) trawa, o której myślano, że dzięki niej (po dotknięciu) każdy zamek i wszystkie inne blokady same się otworzą”.
Według legendy rozryw mógł odblokować każdą bramę i kłódkę, niezależnie od rozmiaru, materiału czy klucza. Mógł także odkryć skarby zakopane w ziemi: według Bułgarów ziemia rozrywała się w miejscu ukrycia skarbu. W niektórych regionach Serbii skarb był czarnym człowiekiem, żądającym przyniesienia rozrywu. Roślina rozrywała łańcuchy, a człowiek zmieniał się w kocioł złotych monet. Inne nadnaturalne właściwości przypisywane przez Bułgarów obejmują: alchemiczne moce przemiany żelaza w złoto, możliwość uczynienia znalazcy wiecznie szczęśliwym lub bogatym. W niektórych interpretacjach rozryw to niezwykła roślina, która spełnia wszystko, czego pragnie właściciel.

## Sposób zdobycia
Rozryw miał być poszukiwany przez łowców skarbów, czarowników i zielarzy, pożądających magicznych mocy na własny użytek. W Serbii wierzono, że istniały pewne skarby, takie jak Skarb Cara Radovana, które mogły być otworzone tylko przy pomocy tej rośliny.
Według bułgarskiej mitologii i innych tradycji żółwie były jedynymi istotami, które znały wygląd rośliny i jej położenie, dlatego ludzie próbowali oszukać te zwierzęta. Mieli oni znajdować gniazda żółwi i otaczać je płotkami, kiedy żółwie odchodziły. Po powrocie żółw nie mógł się dostać do jaj, więc powracał z rozrywem, żeby pokonać płotek. W ten sposób ludzie mieli odkrywać zioło i zabierać je żółwiom, którym nie było już potrzebne.
Podczas gdy żółwie były najpopularniejszymi zwierzętami w mitologii bułgarskiej, w Dalmacji legendy mówią o wężach, a w Serbii istnieje wersja opowiadająca o zamykaniu młodych jeży, żeby matki je uwalniały. W tej wersji trzeba było być szybkim, bo jeże miały połykać roślinę po użyciu. Wszystkie te zwierzęta są tak czy inaczej chtoniczne i kojarzone przez Słowian z podziemiami/zaświatami.
W polskich podaniach ludowych pojawiały się wzmianki zarówno o jeżach i żółwiach, jak i ptakach, głównie dzięciołach czarnych. Inne polskie podania wspominają też o tym, że koniom po natknięciu się na roślinę spadały podkowy, dziewczynom zapaski, a po wrzuceniu siana do wody rozryw płynął pod prąd. Mówiono też o zmianie pogody po zerwaniu kępki „złodziejskiej trawy”.
Karadžić wspomina o innej serbskiej metodzie znalezienia rozrywu. Wspomina on historię z miasta Zemun o kupcu, który chciał znaleźć roślinę. Zamknął on starą kobietę w kajdany na nogi i kazał jej chodzić po polu w nocy; oczekiwał on, że w miejscu, gdzie rósł rozryw, kajdany by się otwarły i opadły.

## Użycie metaforyczne
Legendarna roślina znalazła swoje miejsce w bułgarskim słownictwie jako metafora magicznego klucza albo panaceum. Zdanie “znaleźć razkownicze” („да намериш разковничето“ „da namerisz razkowniczeto“) oznacza znalezienie rozwiązania konkretnego, zazwyczaj skomplikowanego lub trudnego problemu. Razkownicze to również popularna bułgarska nazwa marsylii czterolistnej (Marsilea quadrifolia), która z wyglądu przypomina mityczną roślinę. We wschodniej Serbii raskovnik oznacza również wykorzystywaną w medycynie ludowej roślinę Laserpitium siler.